# Greenland Holdings
Greenland Holdings Corporation Limited (Greenland Group) — один из крупнейших операторов недвижимости Китая и крупнейший девелопер Шанхая (входит в число пятидесяти крупнейших компаний страны и в число 500 крупнейших компаний мира). Компания основана в 1992 году, как публичная компания — в августе 2015 года, штаб-квартира базируется в Шанхае, входит в состав государственной Greenland Group, контрольный пакет акций принадлежит правительству Шанхая.  
Greenland Holdings специализируется на проектировании и развитии недвижимости, инвестициях в недвижимость, управлении строительством, кредитовании и лизинге (основные интересы сосредоточены в сфере жилой, офисной и гостиничной недвижимости, а также в сфере торговых центров и индустриальных парков); кроме того, занимается поставками угля и нефти. По состоянию на 2019 год выручка Greenland Holdings составляла 50,9 млрд долл., прибыль — 1,7 млрд долл., активы — 138,3 млрд долл., рыночная стоимость — 14,1 млрд долл., в компании работало свыше 39 тыс. сотрудников.
Также Greenland Holdings является владельцем шанхайского футбольного клуба Шанхай Гринлэнд Шеньхуа, выступающего в китайской Суперлиге (28,5 % акций клуба были куплены в начале 2014 году у сингапурского бизнесмена Чжу Цзуня).

## История
Компания была основана в июле 1992 года городскими властями для развития «зелёного пояса» вокруг Шанхая. С 2013 года Greenland Group стала активно инвестировать в зарубежную недвижимость, особенно на рынках США, Канады, Великобритании, Австралии, Южной Кореи, Таиланда и Малайзии. В 2014 году государственная Greenland Group ввела в Shanghai Jinfeng Investment Co. активов на сумму около 10 млрд долл., а в 2015 году вывела компанию на Шанхайскую фондовую биржу, изменив название на Greenland Holdings Corporation Limited.
Также в 2015 году Greenland Holding инвестировал средства в компанию China Rundong Auto Group, которая занимается сбытом автомобилей.
В августе 2020 года руководство Greenland Holdings приняло участие в совещании с представителями Народного банка и Министерства жилья и строительства Китая, на котором была объявлена новая государственная политика «трёх красных линий», направленная на оздоровление ситуации с задолженностью в строительном секторе. По состоянию на середину 2021 года у Greenland Holdings была нарушена одна из трёх «красных линий», а из всех крупных застройщиков Китая только у Evergrande Group были нарушены все три «красные линии».

## Акционеры
Контрольный пакет акций Greenland Holdings принадлежит правительству Шанхая (46,3 % находятся у Shanghai SASAC). Другими крупными акционерами являются Shanghai Gelinlan Investment (29,1 %), China Securities Finance (2,9 %), Shanghai Tianchen Company (2,2 %), China Universal Asset Management (0,5 %) и Wanjia Asset Management (0,5 %).

## Дочерние компании
Всего в состав Greenland Business Group входит 268 компаний. 
- Greenland Real Estate Group (операции с недвижимостью)
- Greenland Construction Group (строительство жилья)
- Greenland Energy Group (поставки угля и нефти)
- Greenland Property Services (обслуживание недвижимости)
- Greenland International Hotel Management Group (управление отелями)
- Greenland Financial Holding Group (финансовые услуги)
- Greenland Financial Overseas Investment Group (инвестиции)
- Greenland Commercial Corporation
- Yunfeng Group

- Greenland Hong Kong Holdings
- Greenland South Korea Corporation
- Greenland Thailand Corporation
- Greenland Malaysia Corporation
- Greenland Australia Corporation
- Greenland US Corporation
- Greenland Canada Corporation
- Greenland UK Corporation

## Крупнейшие проекты
Проекты Greenland Holdings расположены в более чем 80 городах 29 провинций и районов Китая (в том числе свыше 20 сверх высоких небоскрёбов). Квартиры в жилых комплексах преимущественно продаются или сдаются в лизинг, коммерческие проекты (отели и торговые центры) сдаются в аренду. 

### Китай
- Wuhan Greenland Center (Ухань)
- Nanjing Greenland Center (Нанкин)
- Nanchang Greenland Central Plaza (Наньчан)
- Nanchang Jiulong Lake New City (Наньчан)
- Greenland Group Suzhou Center (Сучжоу)
- Greenland Shandong International Financial Center (Цзинань)
- Greenland Puli Center (Цзинань)
- Greenland Center (Ханчжоу)
- Zhengzhou Greenland Plaza (Чжэнчжоу)
- Zhengzhou Greenland Central Plaza (Чжэнчжоу)
- Touch Mall (Чжэнчжоу)
- Shanghai Greenland Riverside (Шанхай)
- The Bund Square (Шанхай)
- Shanghai Greenland Center (Шанхай)
- Greenland He Chuang Mansion (Шанхай)
- Международный торговый порт (Шанхай)[23]
- Baiyun Greenland Center (Гуанчжоу)
- Hefei Greenland Center (Хэфэй)
- Dalian Greenland Center (Далянь)
- Chengdu Greenland Center (Чэнду)
- Zhenjiang Greenland Central Plaza (Чжэньцзян)
- Beijing Greenland Binfen City (Пекин)
- Greenland Crowne Plaza Hotel (Сюйчжоу)
- Yinchuan International Convention Center (Иньчуань)
- Liaoning International Convention Center (Шэньян)
- Haikou Greenland Airport Industrial City (Хайкоу)
- Hohhot National High-Tech Industrial Zone (Хух-Хото)

В Zhengzhou Greenland Plaza компания владеет отелем JW Marriott, а в Nanjing Greenland Center — отелем InterContinental. Кроме того, Greenland Holdings является инвестором строительства 3-й линии метро Сюйчжоу, 5-й линии метро Нанкина и 9-й линии метро Чунцина.

### За рубежом
- Metropolis (Лос-Анджелес)
- Greenland Center (Лос-Анджелес)
- Pacific Park Brooklyn / Atlantic Plaza (Нью-Йорк)
- Greenland King Blue Condos (Торонто)
- Greenland Centre (Сидней)
- Greenland Lucent (Сидней)
- Flemington Life (Мельбурн)
- Ram Quarter (Лондон)
- Greenland Healthcare Town (Чеджу)
- The Sea Stars (Паттайя)
- Greenland Jade Palace (Джохор-Бару)

## Галерея

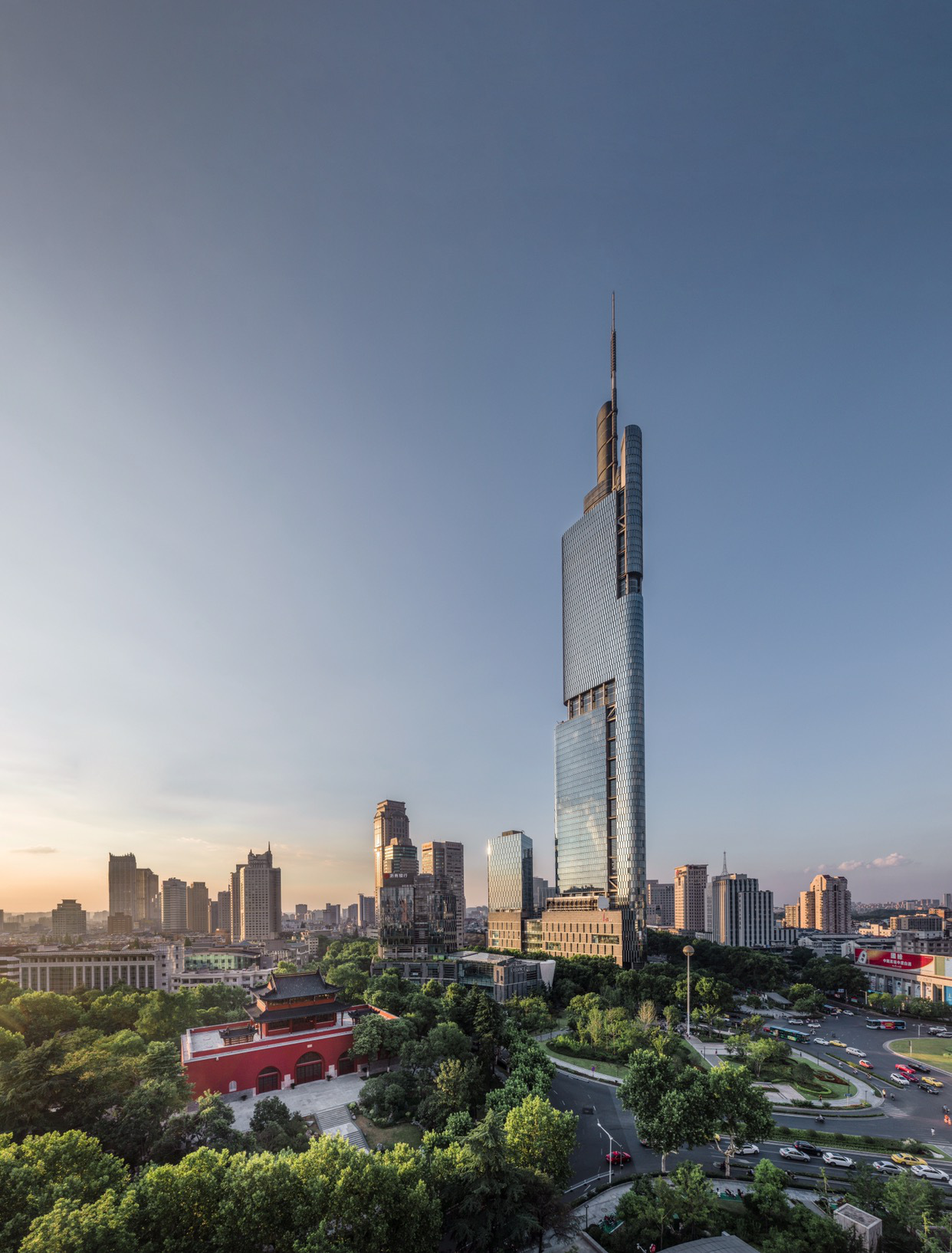
Nanjing Greenland Center
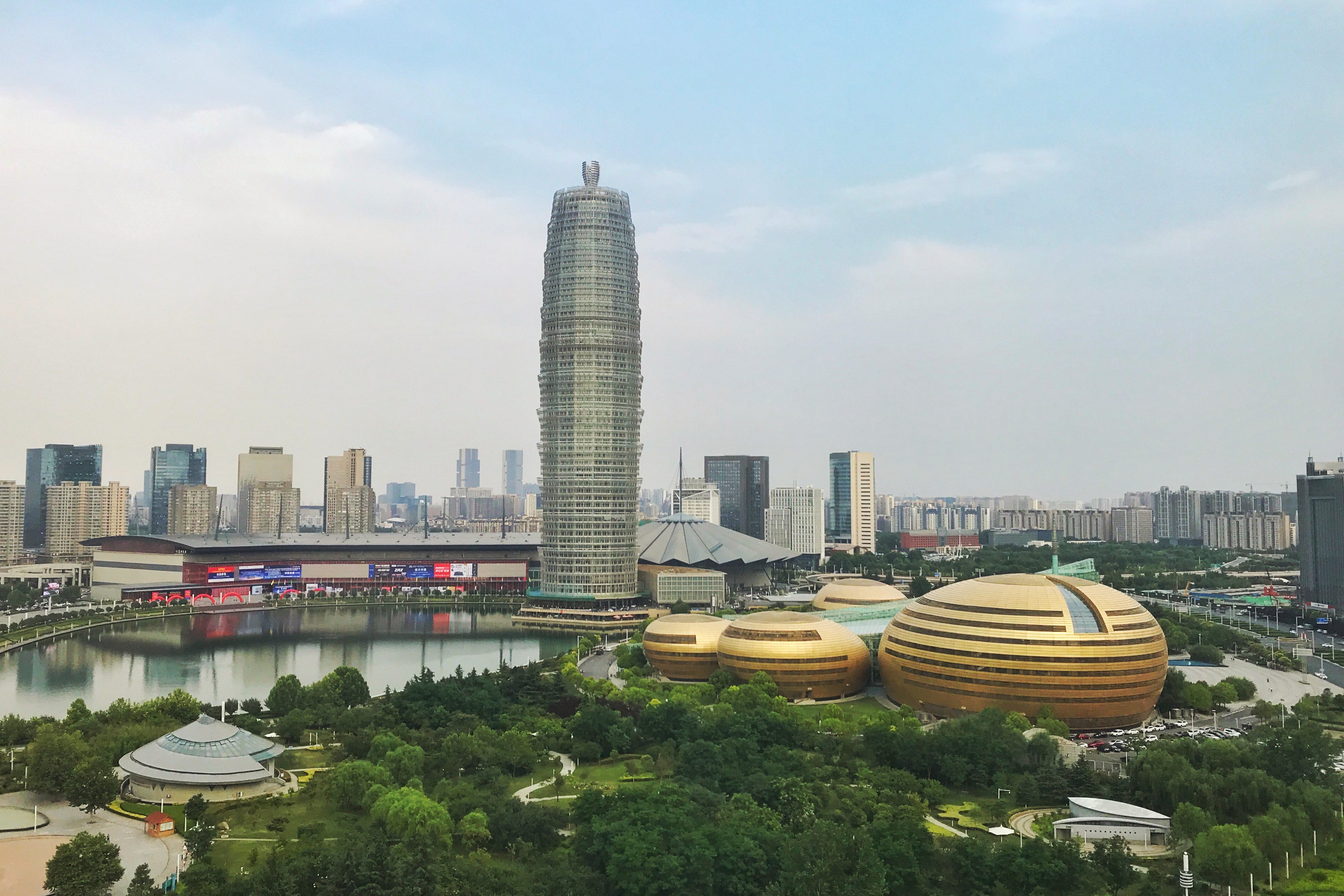
Zhengzhou Greenland Plaza
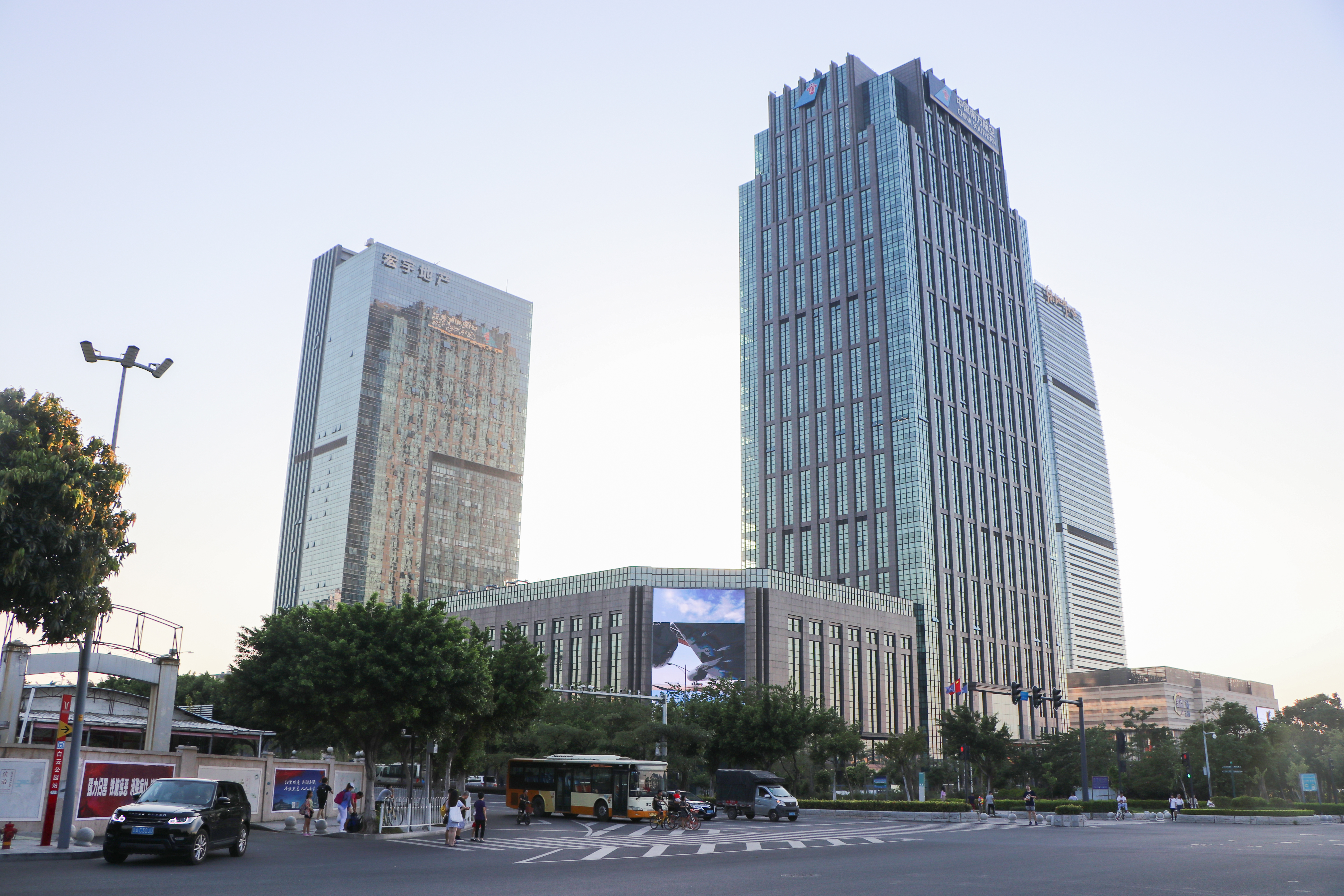
Baiyun Greenland Center
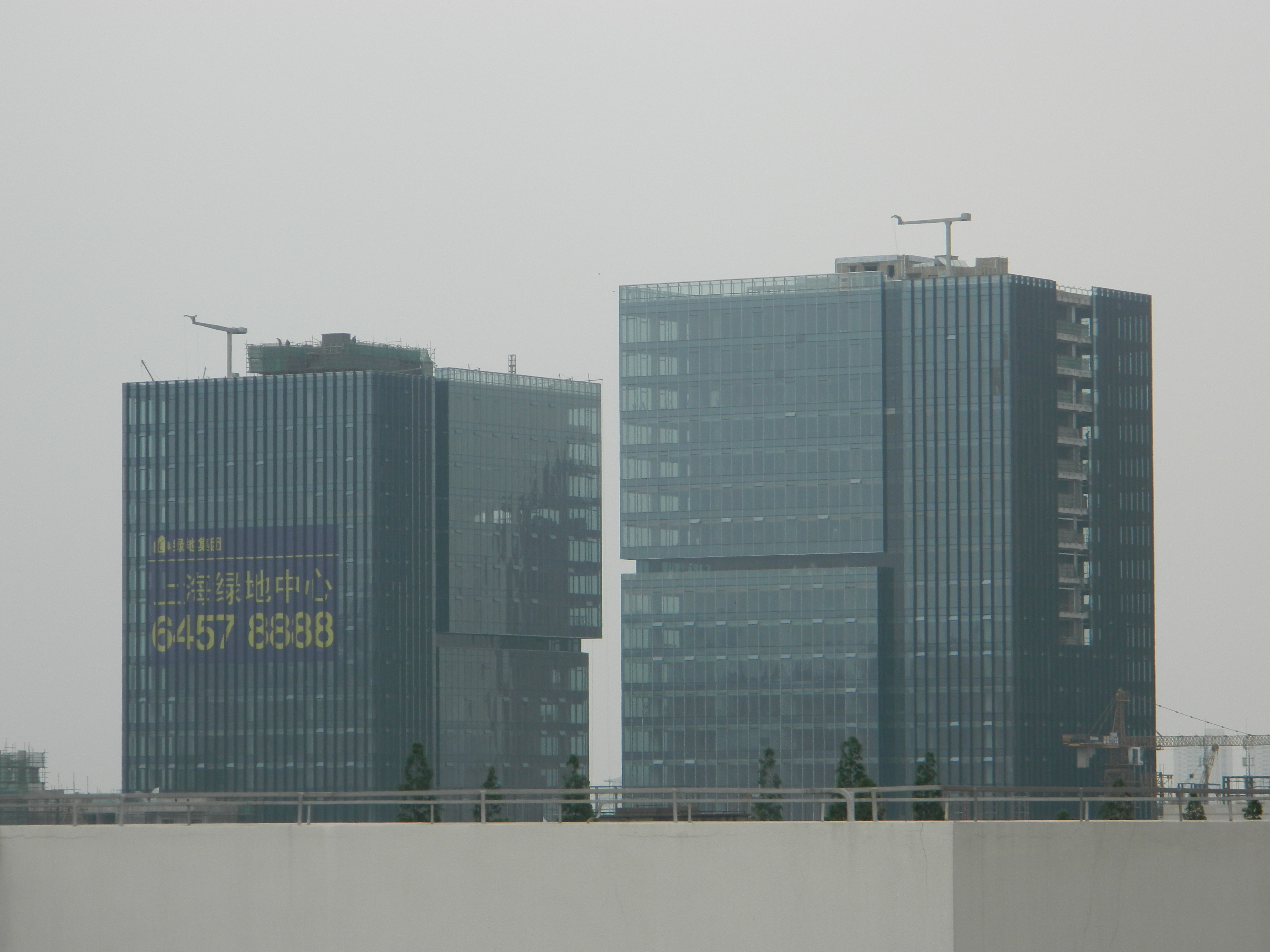
Shanghai Greenland Center
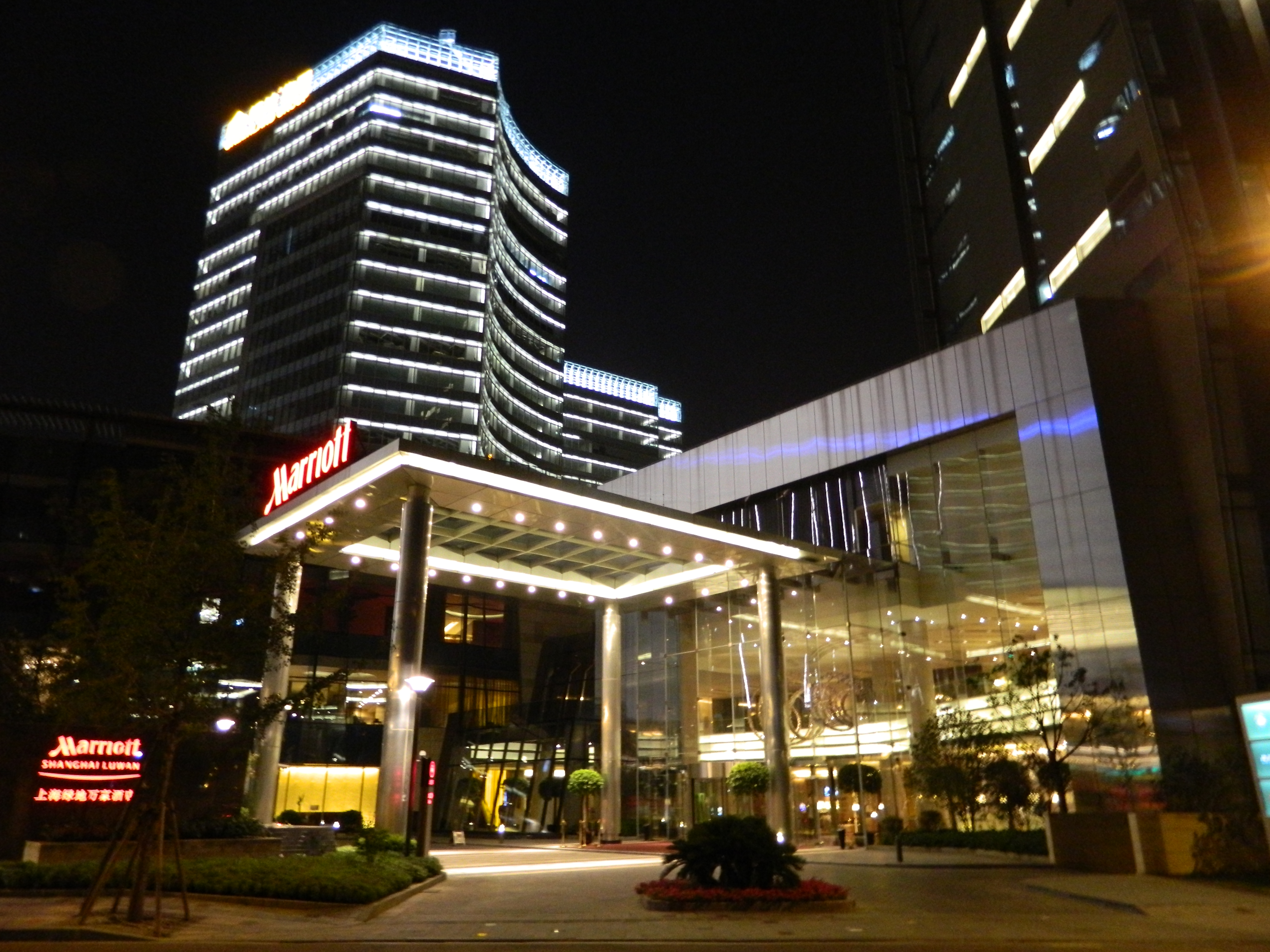
Shanghai Greenland Riverside
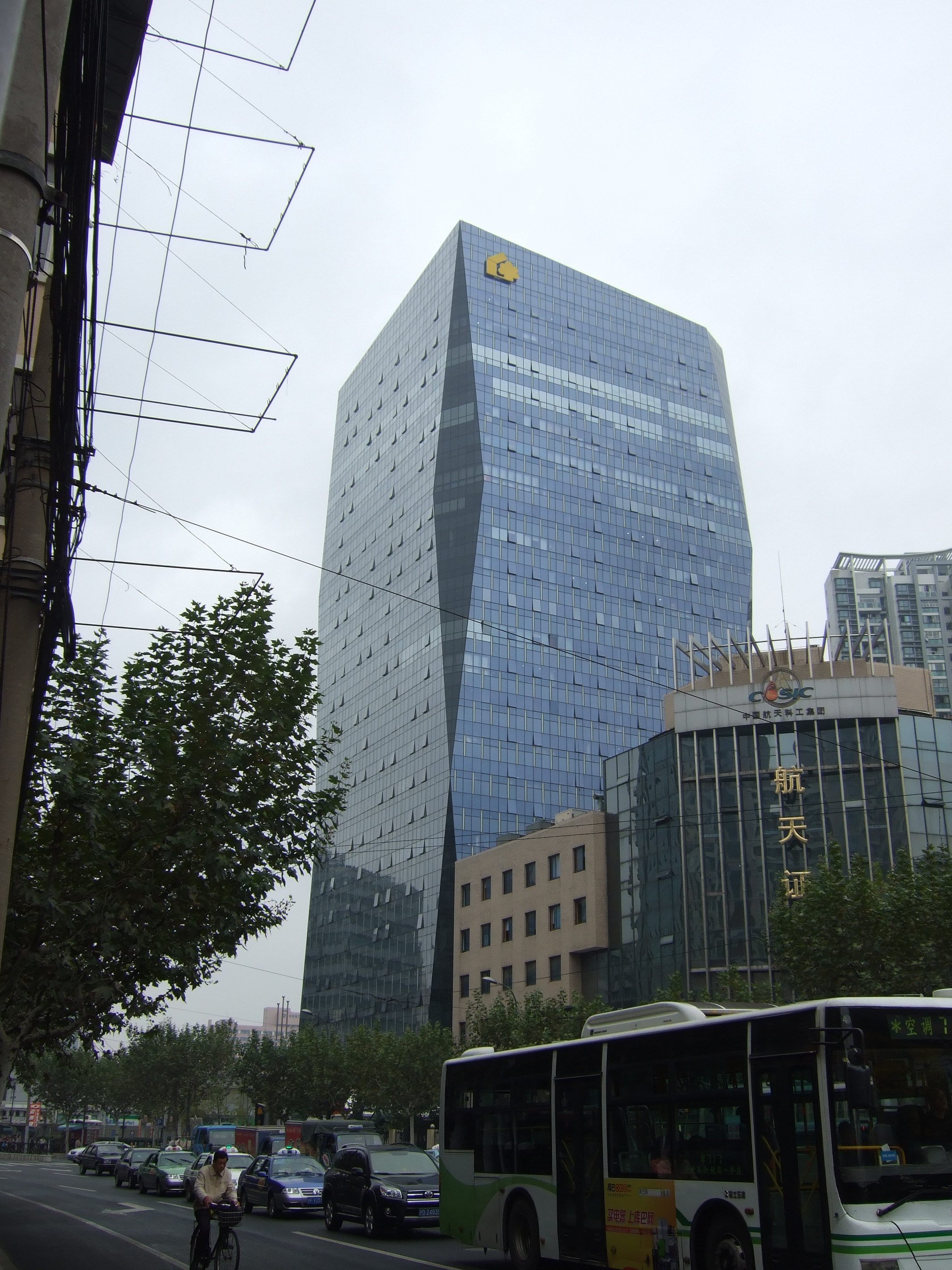
Greenland He Chuang Mansion
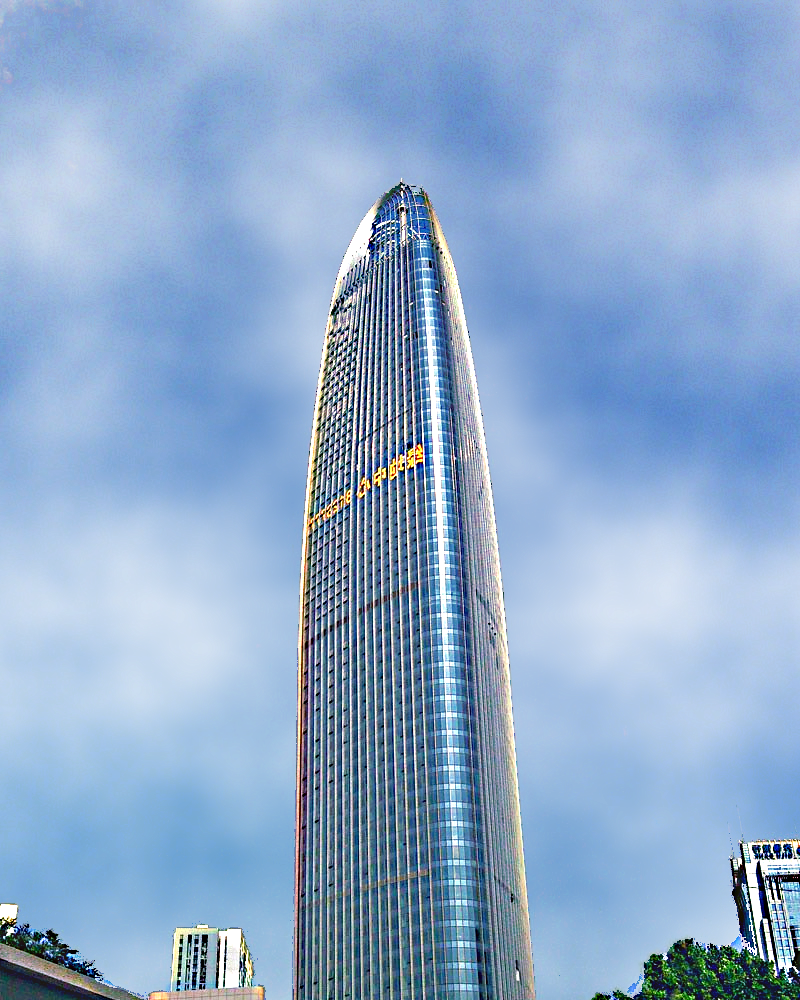
Greenland Puli Center
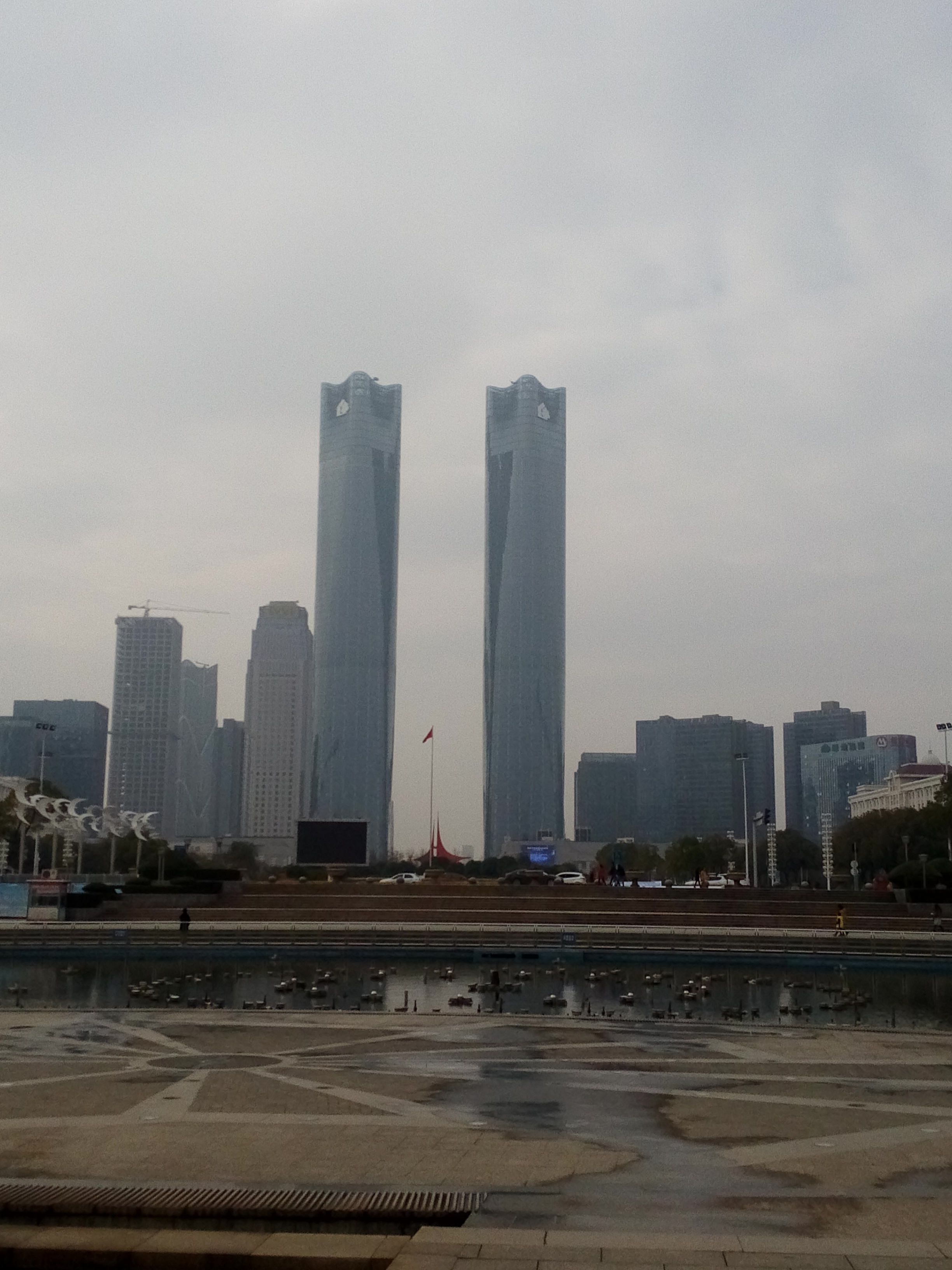
Nanchang Greenland Central Plaza
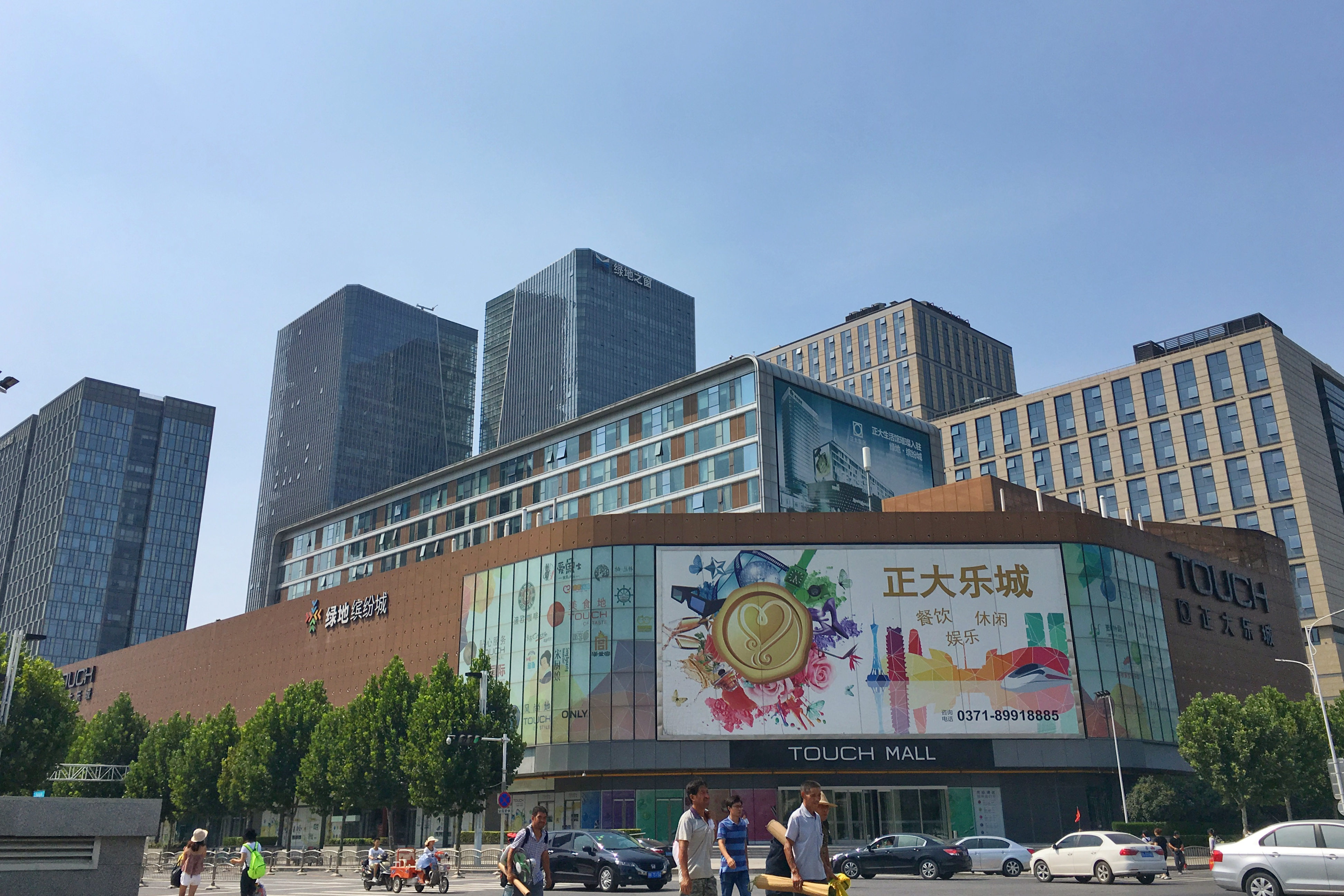
Touch Mall